# Salten

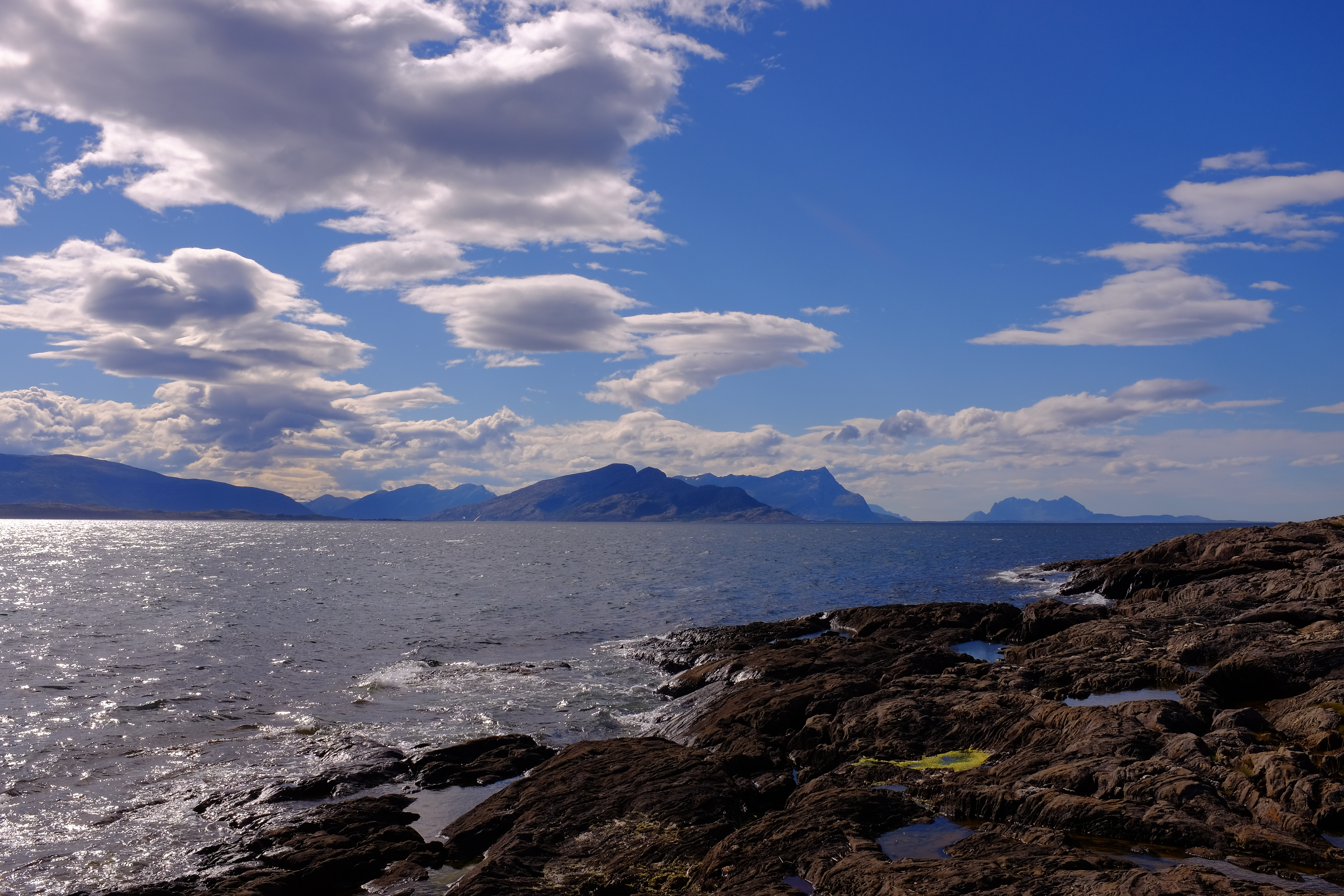
Saltfjorden, som namnet Salten kan härledas ifrån, sedd från Bodøsjøen mot Sandhornøya.

Salten är en region och ett landskap i Nordland fylke i Nordnorge. Landskapet omfattar området på båda sidor om Saltfjorden och dess fortsättning i Skjerstadfjorden och Saltdalsfjorden. Den södra gränsen går vid halvön Kunna ute vid kusten och Saltfjellet inåt landet, medan den norra gränsen går vid Tysfjorden.
Totalt omfattar landskapet Salten ett område med en yta på 11 361 kvadratkilometer och 78 698 invånare (2024). Namnet Salten har sitt ursprung från Saltfjorden.

## Kommuner

Regionråd i Nordland fylke:
Saltens regionråd

Landskapet Salten omfattar åtta kommuner:
- Beiarns kommun
- Bodø kommun
- Fauske kommun
- Gildeskåls kommun
- Hamarøy kommun
- Saltdals kommun
- Steigens kommun
- Sørfolds kommun

Dessa åtta kommuner är också medlemmar av Saltens regionråd, tillsammans med Meløy kommun och Rødøy kommun.